# Juan Alonso de Vera y Zárate
Juan Alonso de Vera y Zárate (La Plata de la Nueva Toledo, provincia de Charcas, ca. 1579 - ib., 1º de julio de 1633) fue el primer mestizo nombrado por el rey Felipe III de España como caballero de la Orden de Santiago y adelantado del Río de la Plata, por ser descendiente paterno de nobles españoles, además de ser nieto materno del tercer adelantado Juan Ortiz de Zárate y descender del emperador inca Túpac Yupanqui. Asumió como gobernador del Tucumán desde 1619 hasta 1627. 

## Biografía

### Origen familiar y primeros años
Juan Alonso de Vera y Zárate nació hacia 1579 en la ciudad de La Plata de la provincia de Charcas, Virreinato del Perú que formaba parte del Imperio español. Fue hijo del cuarto adelantado Juan Torres de Vera y Aragón y de Juana Ortiz de Zárate y Yupanqui (n. La Plata, ca. 1561 - ib., 5 de enero de 1584) habida de la unión entre Juan Ortiz de Zárate con la princesa inca Leonor Yupanqui, una hija del segundo emperador Túpac Yupanqui quien fuera a su vez el décimo soberano desde 1471, y de su esposa principal y hermana Mama Ocllo.
Su tía materna era Isabel Chimpu Ocllo que se había enlazado con el hidalgo hispano-extremeño Sebastián Garcilaso de la Vega, corregidor del Cuzco desde 1554. Ambos eran los padres de Inca Garcilaso de la Vega.
Además tuvo un hermano por parte de padre que había sido concebido en una mujer hidalga en su primera visita a la ciudad y fue llamado Gabriel de Vera y Aragón que sería regidor del Cabildo de Asunción en 1612 y en 1628 y posteriormente ocupó el cargo de teniente de gobernador general de Asunción en 1632.
Los primeros servicios a la corona de Juan Alonso de Vera y Zárate fueron a los 14 años de edad, acompañando a Fernando Ortiz de Zárate. En esa oportunidad (1594), estando en el puerto de Buenos Aires con tropas santiagueñas, rechazaron al invasor extranjero.
En 1597 se le otorgó una encomienda de indígenas charrúas y en 1602 contrajo matrimonio en Charcas con María de Figueroa Holguín.

### Viaje a España y título de adelantado
Partió al Reino de España con cierta documentación para solicitar la conservación del título de adelantado de su padre que finalmente le fue concedido por el rey Felipe III en 1613, además de nombrarle caballero de la Orden de Santiago.
En reconocimiento de dichos documentos, fue designado gobernador del Tucumán por el rey, mediante real cédula del 6 de septiembre de 1615. En el viaje para hacerse cargo de su gobernación fue apresado en las costas de Brasil por piratas holandeses, quienes lo despojaron de todo cuanto traía.

### Gobernador del Tucumán
Regresó al Río de la Plata en abril de 1619 en donde era propietario de tierras, además de tener cuadras y solares en la ciudad rioplatense de Santa Fe y en otras ciudades más.
Llegó a la ciudad de Córdoba el 24 de mayo de 1619 como gobernador del Tucumán, y como tal mediante auto emitido en Santiago del Estero asignó el 19 de octubre del mismo año el cargo de teniente de gobernador de San Juan Bautista de la Rivera de Londres a Juan II Gregorio Bazán, caballero de la Orden de Santiago, un hijo de Juan Gregorio Bazán.
A mediados de 1620 viajó a su ciudad natal permaneciendo allí varios meses, dejando en su lugar a Juan Ochoa de Zárate quien fuera el teniente de gobernador del Tucumán y que a la vez hacía de lugarteniente general. En su estancia en la provincia de Charcas, el adelantado expidió la orden de nombramiento como teniente de gobernador de Córdoba a favor de Diego de Vera.
Durante su gobierno, fundó en Córdoba el Colegio de la Compañía de Jesús. Durante su gestión tuvo muchos conflictos con el obispo Julián de Cortázar. Su falta de conocimiento del medio lo llevó a cometer graves errores con los aborígenes, lo que colocó a las ciudades de su gobernación en riesgo de ser destruidas.
Bajo su gobierno, el puerto de Buenos Aires estuvo a punto de ser invadido por holandeses, de modo que el gobernador Vera y Zárate envió desde Santiago del Estero una tropa al mando del general Gil de Oscariz Beaumont y Navarra y del sargento mayor Miguel de Ardiles, nieto del conquistador homónimo. Este contingente se unió allí con el proveniente del Paraguay y con otro de Santa Fe.
Vera y Zárate ejerció el cargo de gobernador hasta mediados de 1627. Al terminar su mandato se estableció en la ciudad altoperuana de La Plata, donde también tenía bienes y haciendas.

### Últimas voluntades y fallecimiento
El 5 de junio de 1633 el adelantado Juan Alonso de Vera y Zárate traspasó a los jesuitas y sus aborígenes, ante el escribano Domingo Fuentes, los derechos heredados de todo el ganado cimarrón de la jurisdicción de la tenencia de gobierno de Corrientes, introducido en esas provincias por su abuelo Juan Ortiz de Zárate.
Testó ante Pedro de Aibar en la ciudad de La Plata de la provincia de Charcas el día 23 de junio del mismo año y fallecería en dicha ciudad el viernes 1º de julio de 1633.

## Matrimonio y descendencia
El hidalgo Juan Alonso de Vera y Zárate se había unido en matrimonio en la ciudad altoperuana de La Plata en 1602 con María de Figueroa Holguín (La Plata, ca. 1581 - f. después de octubre de 1633), quien fuera una hija de Sancho Gil de Figueroa (Cáceres, ca. 1540 - f. 1588), que pasó a Sudamérica hacia 1558 con su tío homónimo quien había viajado allí en 1527, y de su esposa hacia 1580, Juana Holguín de Ulloa (La Plata, ca. 1561 - Buenos Aires, 1628) y cuyos padres eran el capitán Martín de Almendras Ulloa (Plasencia, 1505 - norte de la Quebrada de Humahuaca, septiembre de 1565), conquistador del Perú, y su esposa desde 1538, Constanza Holguín de Orellana (n. La Plata, ca. 1518), además de haber sido su abuelo materno el conquistador Pedro Álvarez Holguín, más conocido como Perálvarez.
Al enviudar la que sería su suegra, Juana Holguín de Ulloa —o bien, Juana de Almendras Holguín o Juana de Almendras Ulloa— se unió en segundas nupcias en La Plata el 7 de mayo de 1590 con el luso-brasileño Juan de Melo Coutiño (Espíritu Santo, 1571 - Buenos Aires, 1601) que era hijo  del portugués Vasco Fernandes Coutinho "el Hijo", nieto de Vasco Fernandes Coutinho "el Viejo" (1490-1561), segundo y primer capitán donatario del Espíritu Santo respectivamente, y un descendiente del conde Enrique Manuel de Villena. Juana Holguín y Juan de Melo-Coutinho tuvieron tres hijos:  Ana, Juana y Francisco de Melo-Coutinho (Buenos Aires, 1593 - ib., 18 de noviembre de 1674).
Su esposa llevó como dote una casona ubicada en la ciudad natal de ambos, ubicada enfrente de la entrada principal del entonces convento de San Francisco, y fue en donde residirían sus últimos años de vida. Juan Alonso de Vera Zárate y María de Figueroa Holguín tuvieron dos hijos:
- Juan II Alonso de Vera y Zárate[1][20] (n. Santiago de Estero,[1][20] 1623[20] - f. 1680),[20] 6.º y último[20] adelantado del Río de la Plata[1][20] y caballero de la Orden de Santiago[20] desde 1668,[20] que se unió en matrimonio con Leonor de Zúñiga[20] para concebir a María Micaela de Vera y Zárate[20] quien posteriormente se enlazaría con el capitán Íñigo de Ribera y Ayala,[20] siendo ambos vecinos de Potosí.[20]
- Francisco Sancho de Vera Zarate y Figueroa[2][20] (n. Santiago de Estero,[2][20] 1627)[20] era un caballero de la Orden de Santiago[20] desde 1668[20] y corregidor de Huaylas[20] desde el 6 de agosto[20] de 1680,[20] que había estudiado Gramática en La Plata,[2] y que en el año 1651 pasara a la península[2] adonde sirvió en la Real Armada Española[2] durante cinco años en el tercio del maestre de campo Bernardo Lizarazu[2] y en 1656[2] ya tenía el grado de capitán de una compañía de «Caballos Corazas».[2]